# 羅切斯特鎮區 (印地安納州富爾頓縣)
羅切斯特鎮區（英語：Rochester Township）是位於美國印地安納州富爾頓縣的一個行政鎮區。

## 地方資料
根據2010年美國人口普查的數據，羅切斯特鎮區的面積為217.40平方千米，當中陸地面積為213.90平方千米，而水域面積為3.50平方千米。當地共有人口10181人，而人口密度為每平方千米46.83人。